# Багатель
Багате́ль (фр. bagatelle — дрібничка) — невелика, технічно нескладна та граціозна за характером музична п'єса (найчастіше для фортепіано). 

## Короткий опис
Цей жанр музичної мініатюри запровадив Людвиг ван Бетховен, до нього часто звертались Б. Барток, А. Веберн, Антонін Дворжак, Ференц Ліст, Анатолій Лядов, Ф. Пуленк, Ян Сібеліус, В. Сильвестров та інші композитори, шукаючи
в ньому додаткові резерви афористичності.

## Джерело
- Юрій Юцевич. Музика: словник-довідник. — Тернопіль, 2003. — 404 с. — ISBN 966-7924-10-6. (html-пошук по словнику, djvu)